# Merter Yüce
Merter Yüce (* 18. Februar 1985 in Bornova) ist ein türkischer Fußballspieler.

## Karriere
Yüce spielte in seiner Jugend für Altay Izmir. In der Saison 2004/05 wurde er in die erste Mannschaft berufen, die in der 2. türkischen Liga spielte. Dort spielte er fünf Spielzeiten und wechselte im Sommer 2009 zum Erstligisten Kayserispor. Nachdem er hier die Hinrunde verbracht hatte, spielte er die Rückrunde als Leihgabe beim Zweitligisten Kayseri Erciyesspor. Anschließend folgten Spielzeiten bei Giresunspor und Kardemir Karabükspor.
Zur Rückrunde der Saison 2011/12 wechselte er zum Zweitligisten Akhisar Belediyespor. Mit diesem Verein erreichte man völlig überraschend die Meisterschaft der TFF 1. Lig und damit den direkten Aufstieg in die Süper Lig.
Zur Saison 2016/17 verließ Cebe nach fünf Spielzeiten und 120 Ligaspielen Akhisar Belediyespor und wechselte stattdessen zum Zweitligisten Sivasspor. Hier etablierte er sich auf Anhieb zum Leistungsträger und wurde mit seinem Verein türkischer Zweitligameister der Saison 2011/12. Durch diesen Erfolg Akhisar nach Akçaabat die zweite Kreisstadt, die mit einem Verein die Teilnahme an der Süper Lig erreichte. Akçaabat wurde in den Jahren 2003 bis 2005 von Akçaabat Sebatspor in der Süper Lig vertreten. Durch den zeitgleichen Abstieg Manisaspors aus der Süper Lig wurde Akhisar Belediyespor auch der einzige Vertreter der Provinz Manisa in der Süper Lig. In der höchsten Spielklasse blieb Yüce einer der wichtigsten Leistungsträger der Mannschaft.
Im Sommer 2016 wurde er gemeinsam mit seinem Teamkollegen İsmail Konuk vom Ligarivalen Bursaspor verpflichtet. Im März 2018 wurde sein Vertrag mit Bursaspor aufgelöst.

## Erfolge
Mit Akhisar Belediyespor
- Meister der TFF 1. Lig und Aufstieg in die Süper Lig: 2011/12